# Ganaboui
Ganaha est une localité du Cameroun située dans la commune de Moutourwa, le département du Mayo-Kani et la Région de l'Extrême-Nord, au pied des monts Mandara, à 20 km de la frontière avec le Tchad.

## Localisation
Ganaboui est localisé à 10° 10' 14,6" nord de latitude et 14° 11' 25,2" est de longitude.